# Coptophyllum nicobaricum
Coptophyllum nicobaricum là một loài thực vật có hoa trong họ Thiến thảo. Loài này được (N.P.Balakr.) Deb & Rout mô tả khoa học đầu tiên năm 1991.